# 정진아
정진아(鄭珍妸, 1976년 8월 4일 ~ )은 대한민국의 제7대 광주광역시 광산구의원이다.

## 학력
- 광주대성국민학교 졸업
- 수피아여자중학교 졸업
- 송원여자고등학교 졸업
- 조선대학교 자연과학대학 생명과학과 학사 졸업

## 경력
- 자원활동가클럽 ‘행복동사람들’ 회원
- 월곡동 행복도서관 운영위원
- 신가똥강아지 어린이 장난감 도서관 운영위원
- 신가도서관 운영위원
- 광산구 교육희망네트워크 집행위원
- 유해환경으로부터 안전한 마을만들기 주민회의 운영진
- 민중연합당 중앙위원
- 2014.07 ~ 2018.06 제7대 광주광역시 광산구의회 의원
- 2014.07 ~ 2016.07 제7대 광주광역시 광산구의회 전반기 산업도시위원회 부위원장
- 2016.07 ~ 2018.06 제7대 광주광역시 광산구의회 후반기 운영위원회 부위원장

## 역대 선거 결과
| 실시년도 | 선거      | 대수 | 직책   | 선거구                  | 정당       | 득표수  | 득표율          | 순위 | 당락 | 비고 |
| -------- | --------- | ---- | ------ | ----------------------- | ---------- | ------- | --------------- | ---- | ---- | ---- |
| 2014년   | 지방 선거 | 7대  | 구의원 | 광주 광산구 (라 선거구) | 통합진보당 | 7,875표 | \| \| 17.90% \| | 2위  |      | 초선 |
|          | 17.90%    |      |        |                         |            |         |                 |      |      |      |